# NGC 6484
NGC 6484 ist eine 12,5 mag helle Balken-Spiralgalaxie vom Hubble-Typ Sb im Sternbild Herkules am Nordsternhimmel. Sie ist schätzungsweise 147 Millionen Lichtjahre von der Milchstraße entfernt und hat einen Durchmesser von etwa 80.000 Lichtjahren. Gemeinsam mit PGC 61052 und PGC 61063 bildet sie das isolierte Galaxientrio KTG 67 oder LGG 413.
Das Objekt wurde am 11. Juli 1866 von Truman Safford entdeckt.

## NGC 6484-Gruppe (LGG 413)
| Galaxie   | Alternativname | Entfernung / Mio. Lj |
| --------- | -------------- | -------------------- |
| PGC 61052 | UGC 11029      | 151                  |
| PGC 61063 | UGC 11027      | 148                  |
| NGC 6484  | PGC 61008      | 147                  |